# Gmina Dąbrowa Biskupia
Die Gmina Dąbrowa Biskupia ist eine Landgemeinde im Powiat Inowrocławski der Woiwodschaft Kujawien-Pommern in Polen. Ihr Sitz ist das gleichnamige Dorf (deutsch Louisenfelde). 

## Gliederung
Zur Landgemeinde Dąbrowa Biskupia gehören 20 Dörfer mit einem Schulzenamt:
| - Brudnia - Chlewiska - Chróstowo-Walentynowo - Dąbrowa Biskupia (Louisenfelde, 1939–1945 Luisenfelde) - Konary-Dziewa - Mleczkowo - Modliborzyce | - Nowy Dwór - Ośniszczewko - Ośniszczewo - Parchanie - Parchanki - Pieranie - Przybysław | - Radojewice - Stanomin - Wola Stanomińska - Wonorze - Zagajewice - Zagajewiczki |

Weitere Ortschaften der Gemeinde sind Bąkowo, Głojkowo, Niemojewo, Pieczyska, Rejna und Sobiesiernie.